# Кезешпецле
Ке́зешпецле (нім. Käsespätzle — «шпецле з сиром», «сирні шпецле») — страва німецької, австрійської та швейцарської кухні, сирна локшина.
Страва поширена в Швабії, Альгої, Тіролі і Форарльберзі. Для її приготування відварені шпецле викладають поперемінно шарами з твердим сиром і гарнірують смаженою цибулею, а потім ставлять у піч, щоб кезешпецле не охолонули і сир розплавився. Кезешпецле подають з листовим або картопляним салатом. В альпійських долинах і Ліхтенштейні кезешпецле подають з апфельмусом.
У Швабії кезешпецле за традицією готують з бергкезе або ементалем, у форарльберзькому Монтафоні — з місцевим кислим сиром, в Брегенському Лісі — з терпким рескезе. У деяких рецептах рекомендується використовувати лімбургер, вайслаккер і форарльберзький бергкезе. У Зальцбурзі шпецле з сиром готують на пательні і називаються «касноккен».